# 鈴木Baleno
鈴木Baleno（日语：スズキ・バレーノ）乃日本鈴木公司自2015年起開發、子公司馬魯蒂鈴木公司製造的五門次緊湊型掀背車。
要注意的是，此車名也曾使用在鈴木Esteem（歐洲、澳洲及部分亞洲國家）、第二代鈴木Liana（印尼、四門轎車）等車款上。

## 歷史與概要

### 第一代WB32S/42S系（2015年-2022年）
2015年 - 3月3日開幕的第85屆日內瓦汽車展中，原廠公開「iK-2」概念車，同年9月15日開幕的法蘭克福車展量產化的鈴木Baleno正式發表。此款車乃為了填補Swift和SX4之間的車系空缺，以新開發的底盤和新編成的動力進軍次緊湊型（B segment）掀背車市場，同年10月26日於印度市場正式發售。
2016年 - 3月9日正式在日本上市，由印度子公司馬魯蒂鈴木公司供應。動力方面採新編成之1.0L直列三缸DOHC VVT K10C型渦輪增壓引擎（附中冷器），可提供了111ps / 5,500rpm的最大馬力以及16.3kg·m / 1,500-4,000rpm的峰值扭力。並保留既有的1.2L直列四缸DOHC VVT K12C型自然進氣引擎，可輸出91ps / 6,000rpm之最大馬力以及12.04kg·m / 4,400rpm的峰值扭力，並採六速手自排變速箱設定。在各式主被動安全系統方面，可偵測前車距離並進行煞車力道輔助的RBS（Radar Brake Support）雷達煞車支援系統、HHC上坡起步輔助系統、ACC自動跟車系統、ESP車身穩定系統等皆為標準配備。
2017年 - 3月3日馬魯蒂鈴木公司另外發表運動化車型「鈴木Baleno RS」，搭載1.0L直列三缸DOHC VVT K10C型渦輪增壓引擎（附中冷器），配合五速手排變速箱。
臺灣金鈴汽車正式在3月16日引進印度製造的Baleno，動力同樣為1.0L直列三缸DOHC VVT K10C型渦輪增壓引擎（附中冷器），搭配6速手自排變速箱。標準配備包含HID頭燈、LED晝行燈、恆溫空調、Keyless免鑰匙感應式門鎖、Push Start引擎啟動按鈕、巡航定速、6具輔助氣囊、ABS+EBD+BA煞車輔助系統、ESP車身穩定系統、HHC上坡起步輔助系統等。

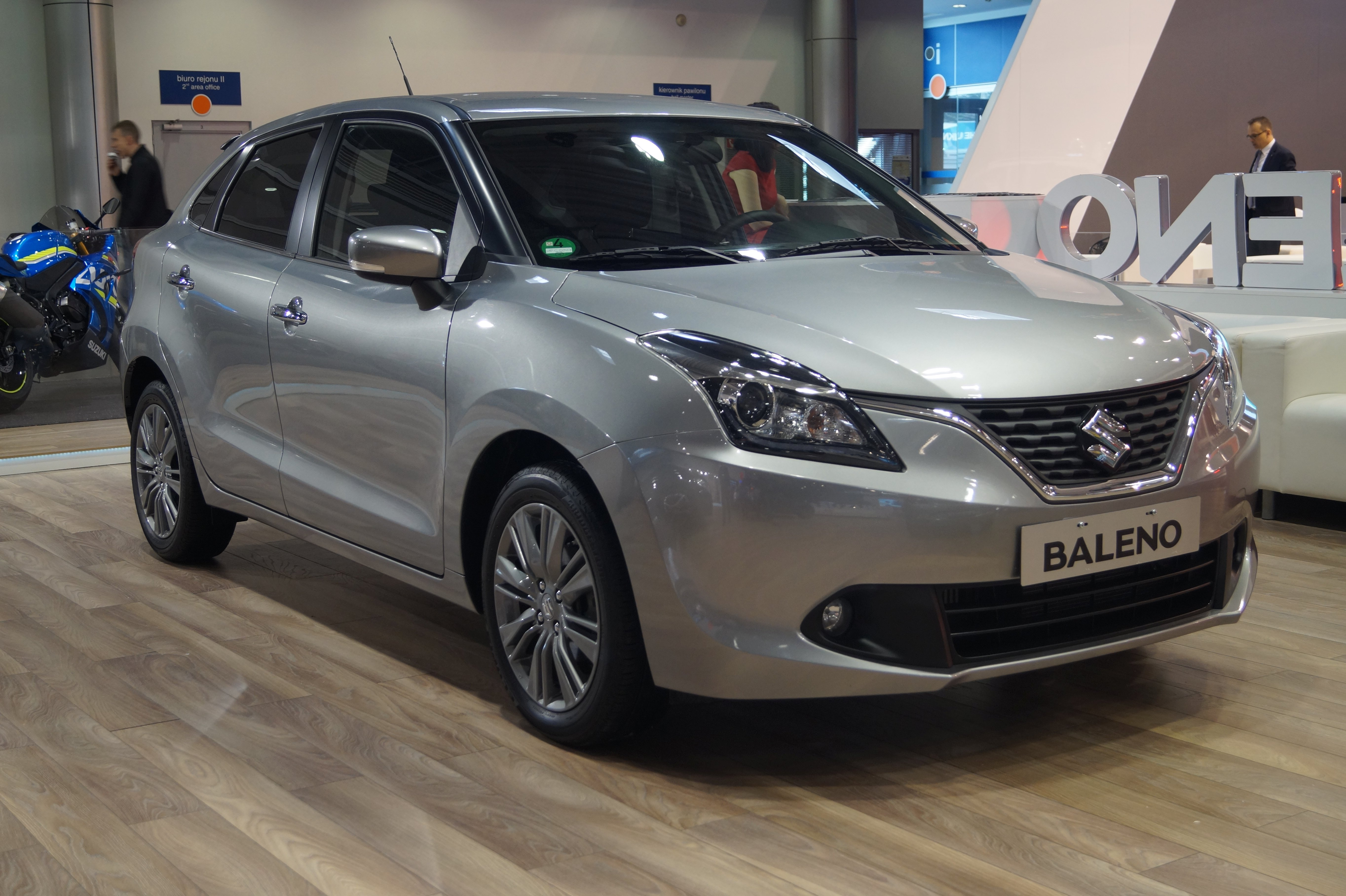
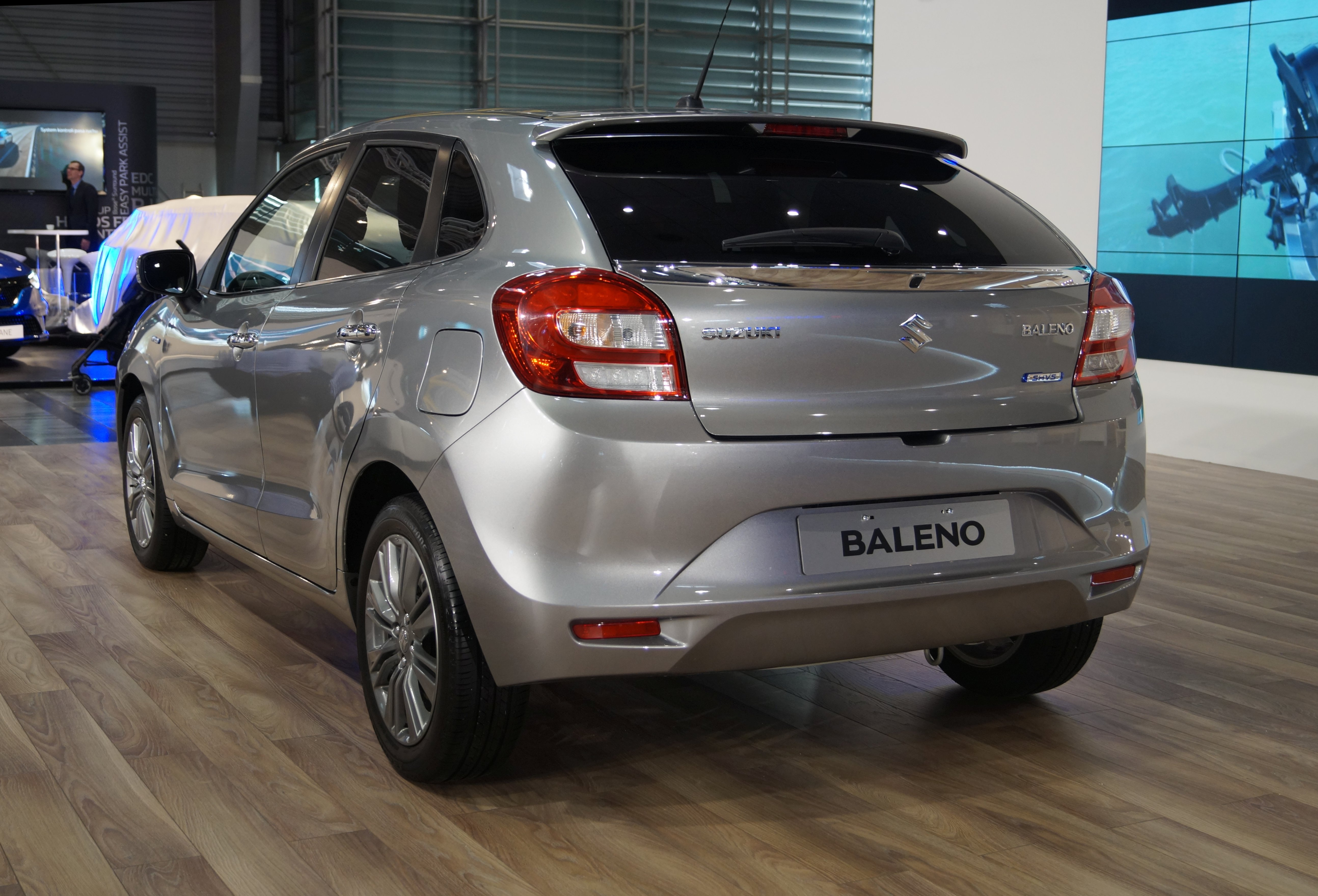
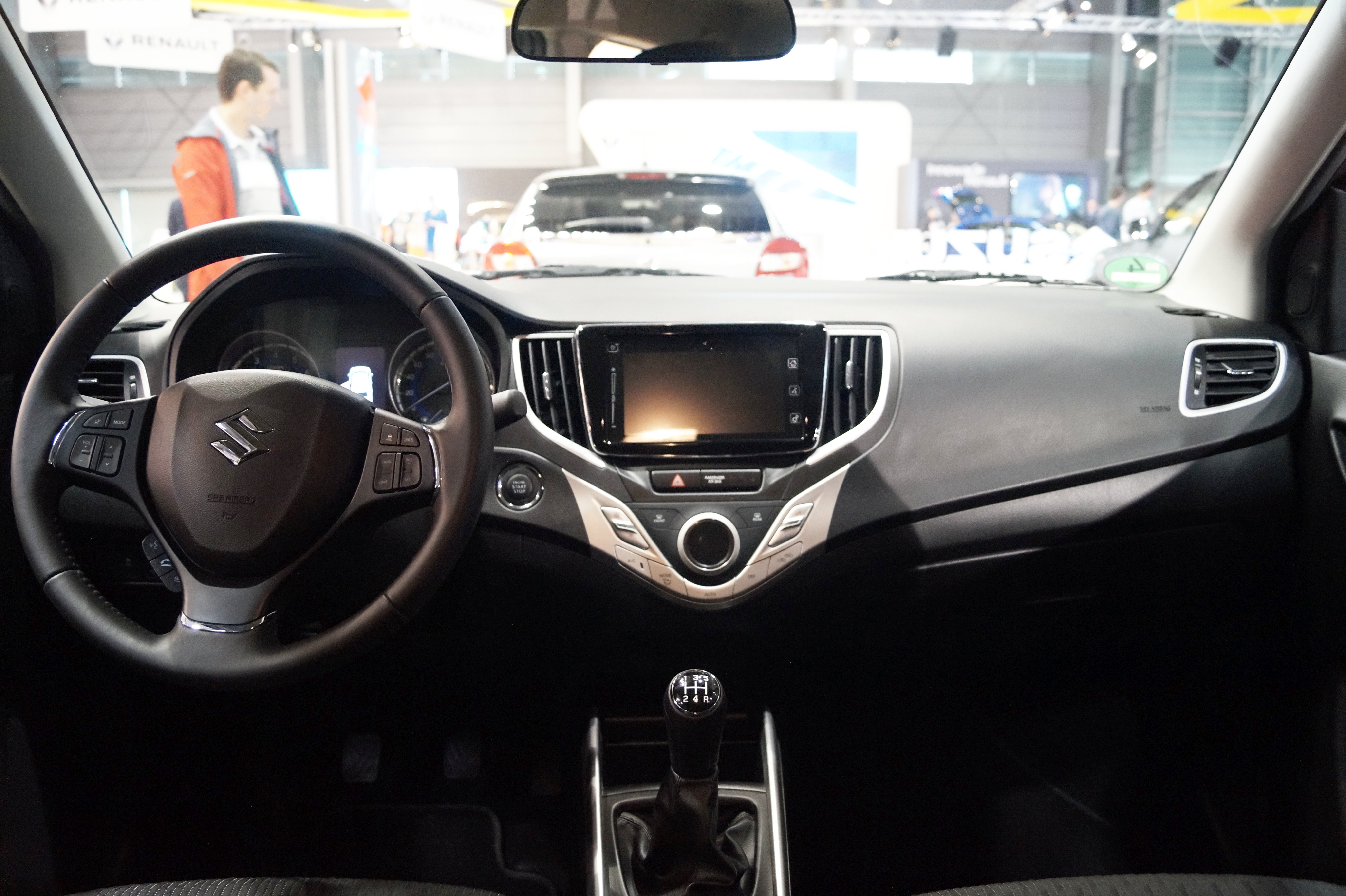
左駕版內裝
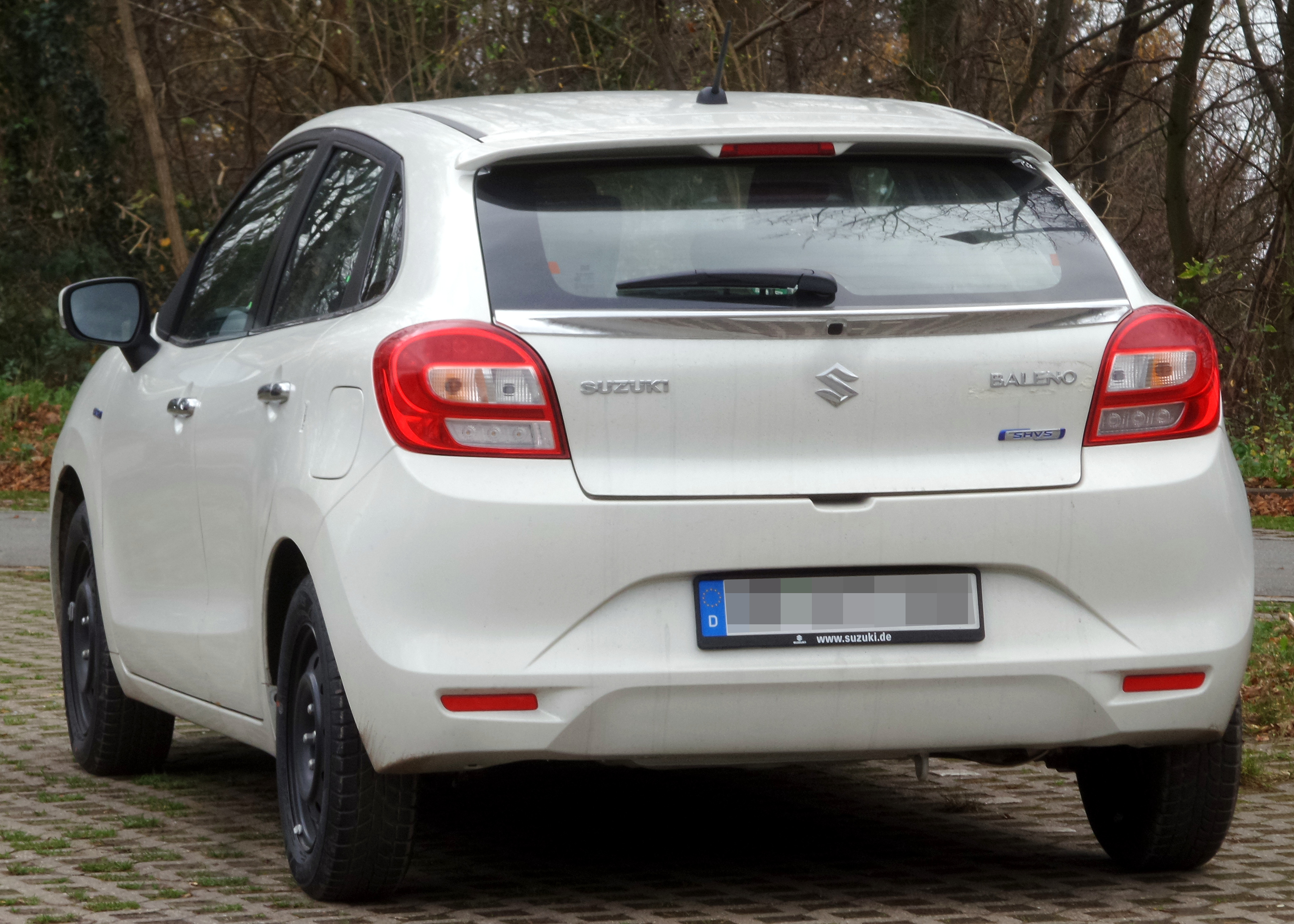
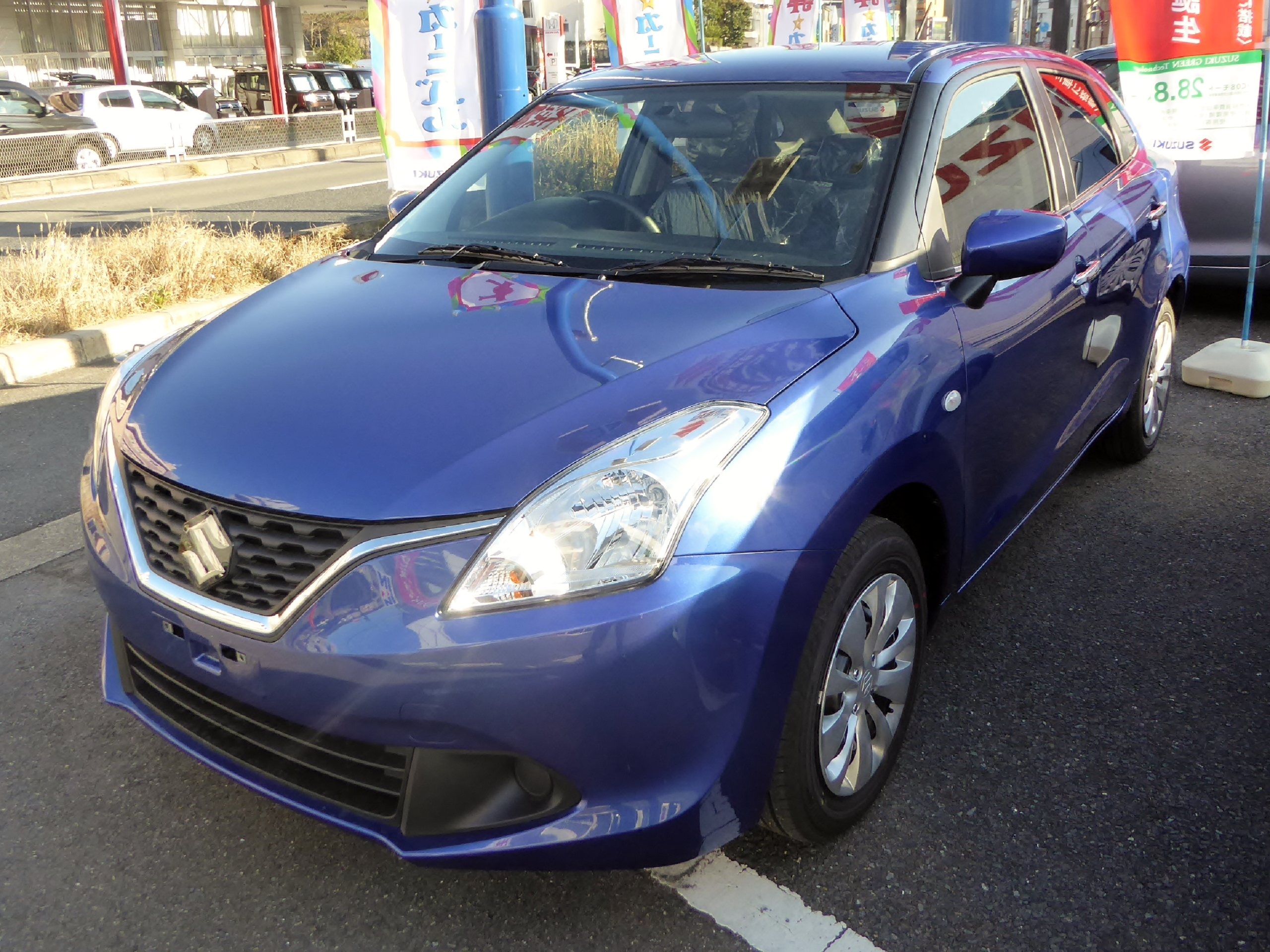
日規版XG車型車頭
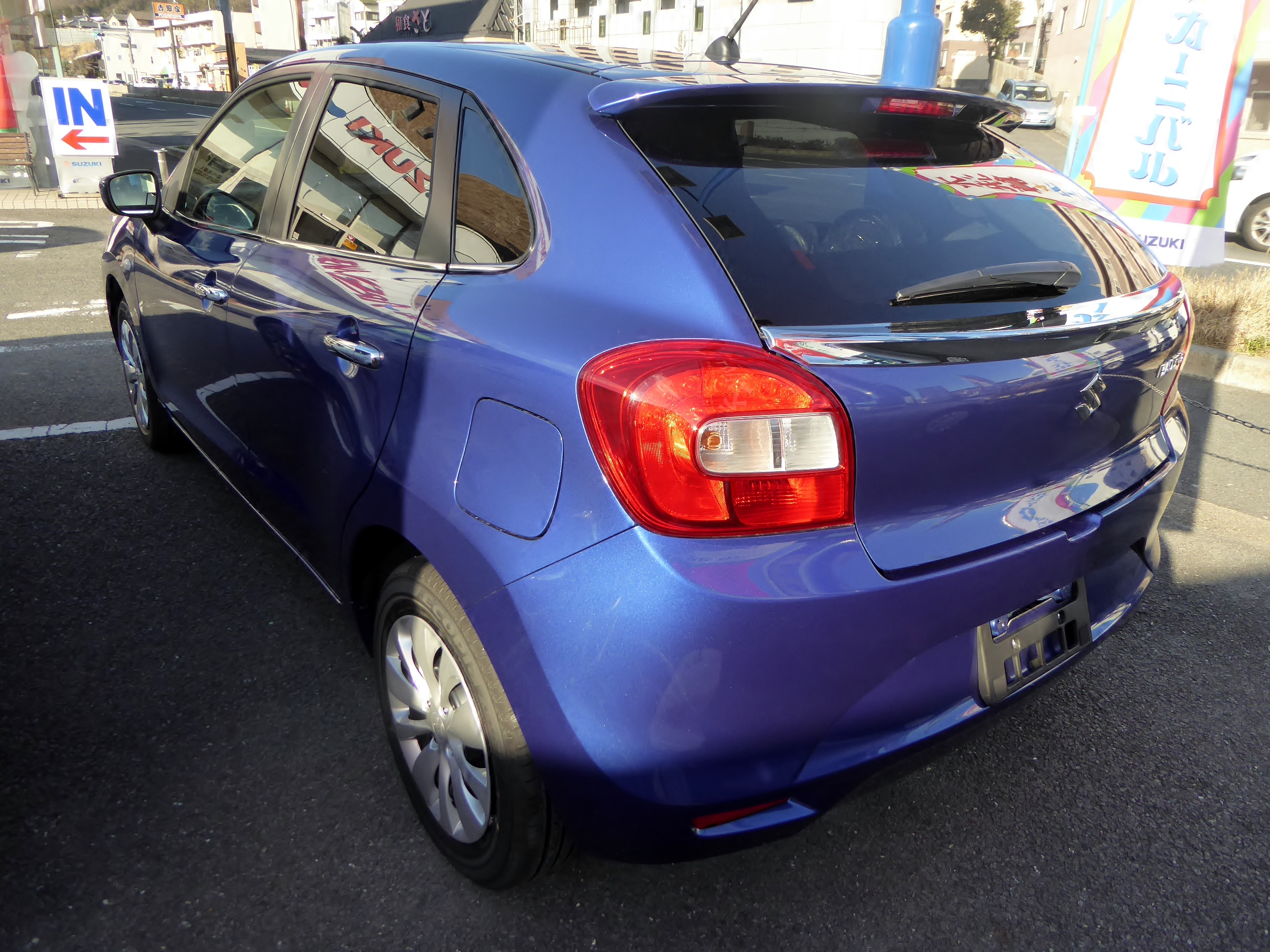
日規版XG車型車尾
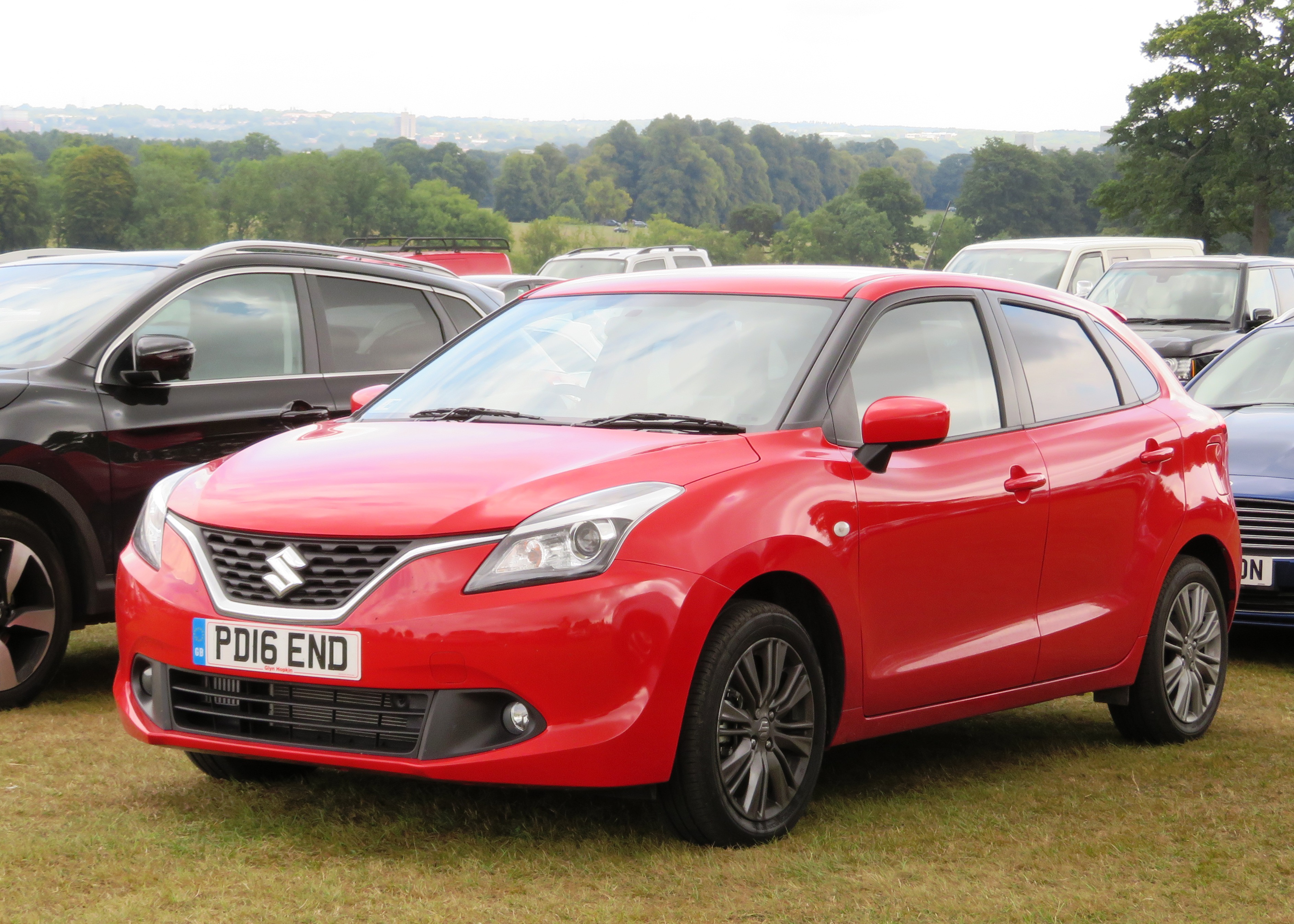
攝於英國
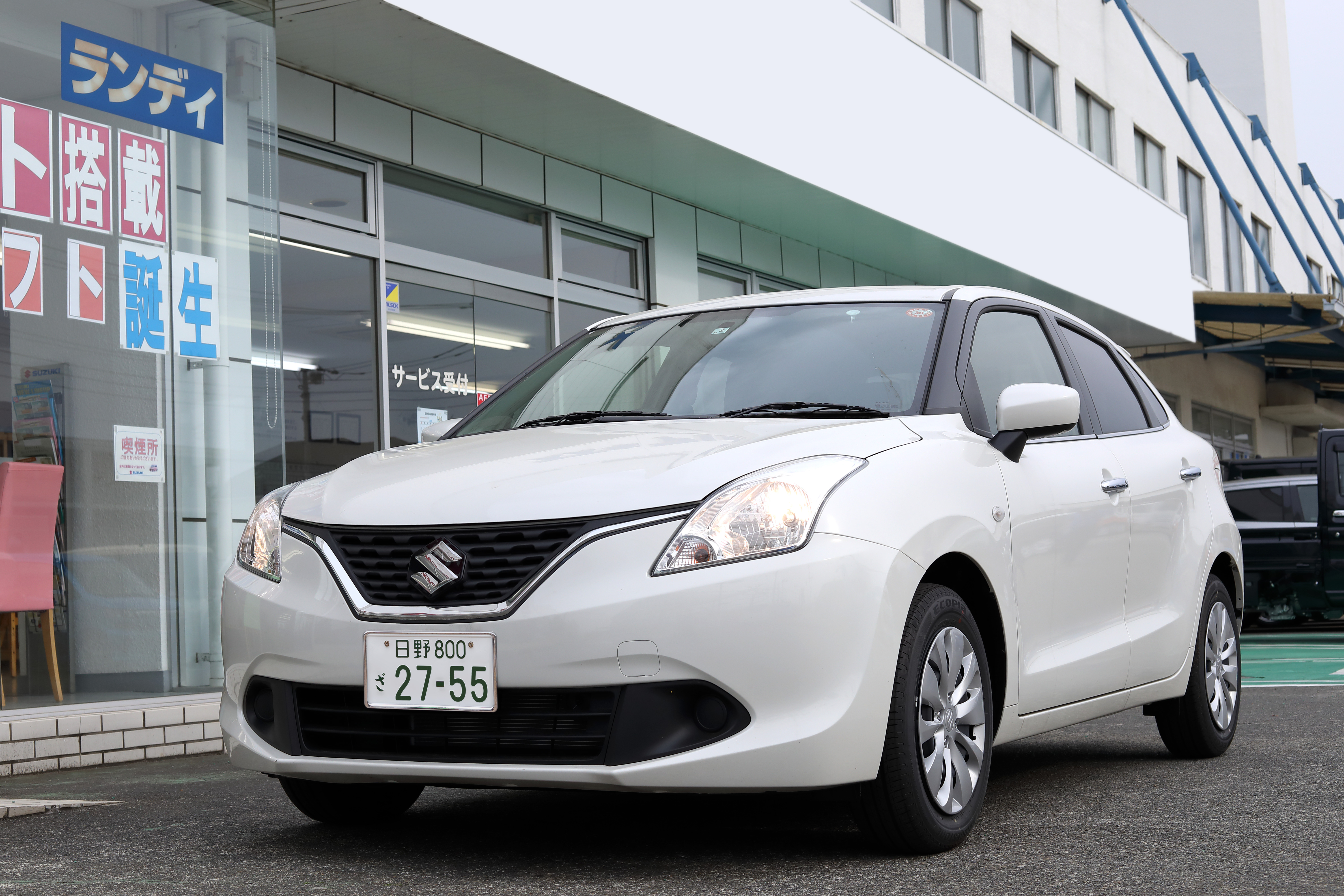
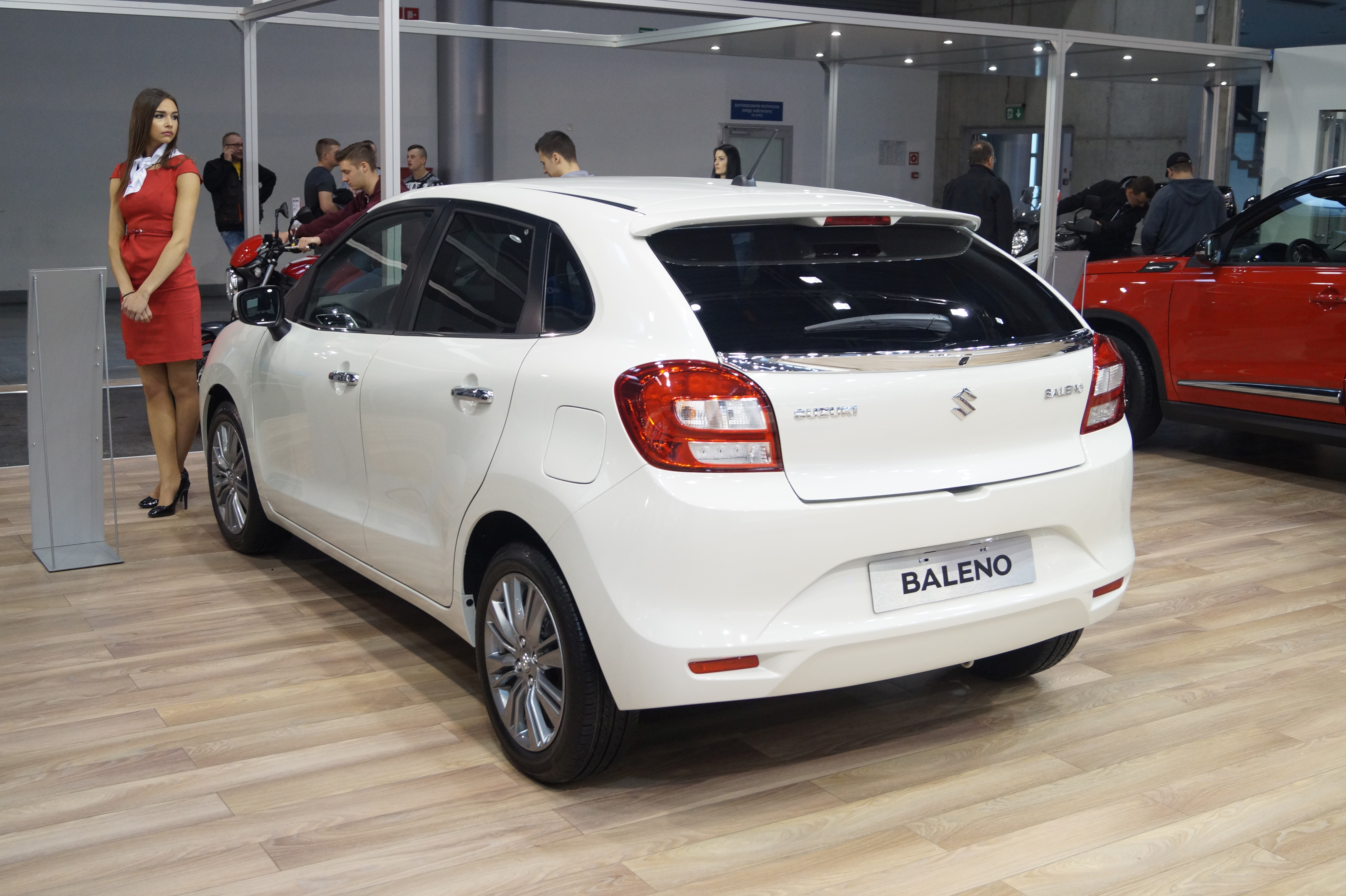

## 內部連結
- 鈴木公司

## 外部連結
- 日本官方網站 （页面存档备份，存于）